# 다크 엔젤 (1935년 영화)
다크 엔젤(The Dark Angel)은 미국에서 제작된 시드니 프랭클린 감독의 1935년 영화이다. 프레드릭 마치 등이 주연으로 출연하였고 사무엘 골드윈 등이 제작에 참여하였다.

## 출연

### 주연
- 프레드릭 마치
- 메르 오베른

### 조연
- 허버트 마샬
- 존 핼리데이
- 프리에다 인에스코트
- 클로드 앨리스터
- 조지 P. 브레이크스턴
- 로렌스 그랜트

## 제작진
- 원작자: 가이 볼튼
- 미술: 리처드 데이
- 의상: 오마르 키암